# Шубаев, Александр Михайлович
Алекса́ндр Миха́йлович Шуба́ев (1917—1944) — участник Великой Отечественной войны, один из лидеров восстания в лагере смерти Собибор, член группы А. А. Печерского.

## Биография
Окончил Ростовский институт инженеров железнодорожного транспорта. Был женат. Жил в рабочем поселке Котельниковский Сталинградской области (ныне город Котельниково Волгоградской области). В 1940 году призван в Красную армию. Попал в плен (предположительно, в августе 1942 года). Вместе с Александром Печерским и другими будущими участниками восстания в Собиборе оказался в рабочем лагере на ул. Широкой в Минске. Оттуда 18 сентября 1943 был депортирован в Собибор (прибыл в лагерь 23 сентября). Во время восстания 14 октября уничтожил в портняжной мастерской заместителя коменданта Собибора унтерштурмфюрера СС Йоганна Ниманна, положив тем самым начало ликвидации служивших в лагере эсэсовцев. После побега вместе с Печерским и группой бывших узников переправился через Западный Буг и вступил в белорусский партизанский отряд им. Фрунзе.
В 1944 году героически погиб в бою.

## Память
15 октября 2018 года совместными усилиями местных властей, Фонда Александра Печерского и региональной правозащитной общественной организации «Наш дом» в Хасавюрте у центральной городской площади на доме, где жил герой, установлена памятная доска.

## Фильмы
- 2010 — Арифметика свободы (реж. Александр Марутян). Документальный фильм. Упоминается в рассказе Печерского.
- 2013 — Собибор. Непокорённые — документальный фильм компании ВГТРК для телевизионного канала Россия, премьера состоялась 16 октября 2013 года, к 70-летней годовщине восстания. В фильме показан на совместной фотографии[5].

## Культура
В музее «Боевая Слава» Дербентского государственного историко-архитектурного и художественного музея-заповедника 4 октября открылась выставка «Возвращение героя. Собибор — Дагестан», посвящённая Александру Шубаеву и другим участникам восстания в Собиборе